# Batalla d'Odessa
La batalla d'Odessa tingué lloc el 1941 entre la Unió Soviètica i les tropes del Regne de Romania, juntament amb les tropes de la Wehrmacht durant l'Operació Barbarroja durant la Segona Guerra Mundial. El que s'esperava que fos un atac ràpid es convertí en un llarg assalt, i no va ser fins després de quatre ofensives en què les tropes romaneses aconseguiren finalment prendre el port de la ciutat.

## Antecedents
Les pèrdues romaneses de Bessaràbia i Bucovina davant la Unió Soviètica el 1940 havien fet que el poble romanès s'enutgés, afeblint la monarquia i permetent que el general Ion Antonescu prengués el poder, convertint-se en dictador.
Quan Hitler explicà a Antonescu els seus plans per envair la Unió Soviètica el 1941, aquest li oferí el seu suport per tal de recuperar els territoris perduts l'any anterior. Les tropes romaneses van acabar amb la naixent RSS de Moldàvia, tot i que s'aturaren a la seva frontera el 1940.
El 27 de juliol de 1941, Hitler envià una carta a Antonescu en la que li demanava la seva cooperació i la de les seves tropes situades al riu Dnièster i el territori administrat per Romania entre el Dnièster i el Bug. Antonescu acceptà, tot i que les tropes romaneses ja estaven avançant cap a la Unió Soviètica des del 17 de juliol.
El IV Exèrcit Romanès del Tinent general Nicolae Ciuperca inicià l'avanç general el 3 d'agost. El 8 d'agost s'ordenà a Ciuperca que avancés cap a Odessa i la capturés, la qual cosa s'havia previst com una senzilla tasca. El que l'Alt Comandament Romanès no havia tingut en compte van ser les fortificacions a Odessa ni que la ciutat no podria ser completament envoltada, gràcies a la Flota del Mar Negre.
Els soviètics organitzaren 3 línies defensives: la primera tenia 80km de llarg, i estava situada entre 25 i 30km de la ciutat. La segona era la més forta i es trobava a només 7km de la ciutat, i tenia una longitud també de 30km. La tercera línia defensiva es trobava a l'interior de la ciutat. Inicialment, la ciutat disposava de 4 divisions i dos regiments, que equivalia a 34.500 soldats i 240 peces d'artilleria. El suport aeri no era suficient, encara que a vegades arribaren esquadrons des de Crimea.
El pla d'atac romanès consistí a dividir les forces del IV Exèrcit i, mentre que una meitat realitzava un atac frontal, l'altre l'envoltava pel nord.

## L'ofensiva romanesa

### Primera ofensiva
Inicialment, tot sortí segons el pla previst, i pel 10 d'agost, les tropes romaneses ja havien penetrat a la primera línia defensiva russa.
El veloç avanç va ser aturat per Antonescu a mitjans d'agost, quan el cercle ja s'havia tancat, i així donar temps a les unitats de rereguarda perquè arribessin al front.
Una ofensiva llançada el 16 d'agost va permetre la captura del suburbi de Bielaievka, des d'on se subministrava aigua a la ciutat. Però les baixes van ser molt altes en ambdós bàndols, i Antonescu expressà la seva preocupació que els soviètics no renunciarien a Odessa fàcilment. Pel 24 d'agost, el IV Exèrcit comptabilitzava 5.329 morts, 18.600 ferits i 3.378 desapareguts.

### Segona ofensiva
En estancar-se l'ofensiva pels contraatacs soviètics, es planejà una nova contraofensiva per al 28 d'agost. En aquesta ocasió tindrien lloc dos assalts frontals contra la segona línia de defensa soviètica. Però després d'avançar només uns centenars de metres, l'ofensiva tornà a estancar-se, i l'endemà, els soviètics tornaren a contraatacar, tot i que la majoria de les unitats romaneses van mantenir la posició. Entre el 30 i el 31 d'agost, s'intentà reprendre l'ofensiva romanesa, tot i que sense resultats majors.
A inicis de setembre, el tinent general Ciuperca suggerí al Mariscal Antonescu que li permetés llançar un atac des de l'oest d'Odessa, ja que assegurava que la infraestructura defensiva allà era feble. Però Antonescu s'hi negà, assegurant que els soviètics aconseguirien detenir un assalt en una sola direcció, a més que deixaria exposades a d'altres unitat del IV Exèrcit en altres zones del setge.

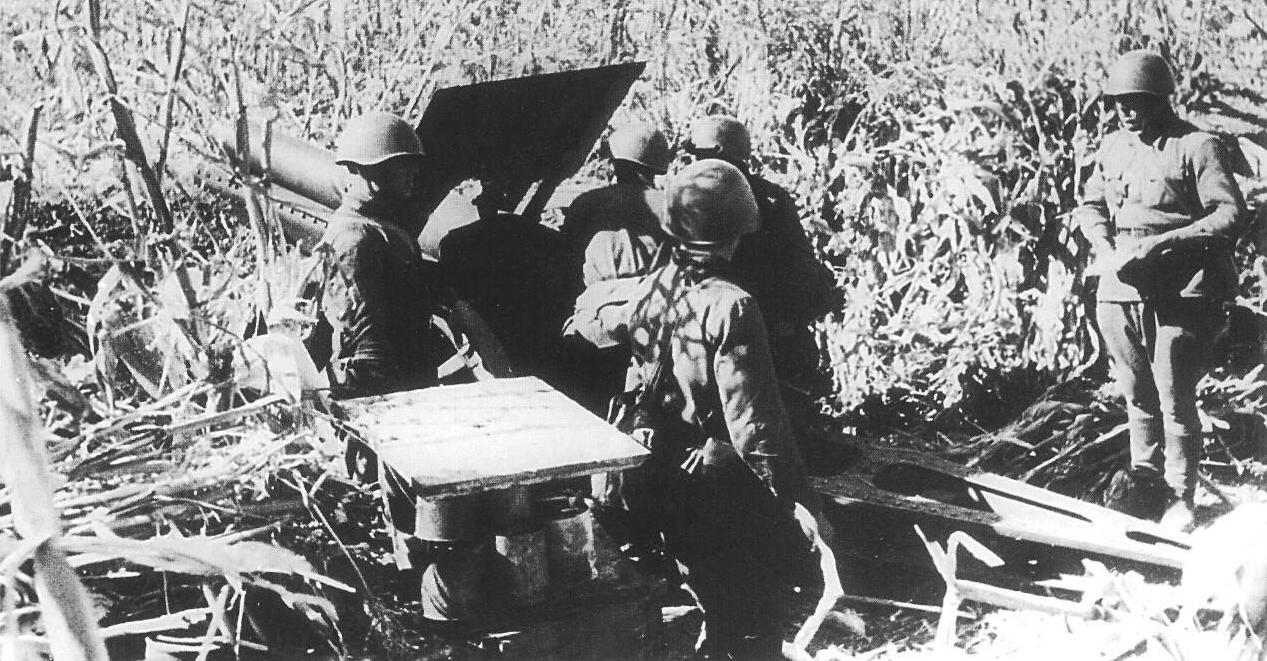
Tripulació d'un canó soviètic en acció a Odessa al 1941.

L'ofensiva va ser suspesa el 6 de setembre per Antonescu fins al 10, al no assolir-se cap fita important. En aquest punt, els reforços havien incrementat el nombre d'assaltants fins als 200.000 soldats. Els soviètics, pel seu costat, també havien rebut uns 15.350 homes de reforç.

### Tercera ofensiva
Els conflictes entre Antonescu i Ciuperca motivarien que aquest darrer fos rellevat pel tinent general Iosif Iacobici el 9 de setembre, el qual havia acceptat acomplir les ordres de l'Alt Comandament sense protestar. Això no obstant, immediatament començà a demanar la suspensió de l'ofensiva del 10 de setembre per dos dies.
Si bé la tercera ofensiva començà a mostrar uns resultats millors a les ofensives anteriors, la forta resistència soviètica motiva que les municions s'esgotessin ràpidament, i la nova ofensiva hagué de suspendre's. El 16 de setembre es reprengueren els combats, i tot i que es capturaren 3.000 soldats soviètics, aquell mateix dia n'arribaren 12.600 de relleu per mar.
Esperant que aquesta ofensiva acabaria amb la resistència a Odessa, el Mariscal Antonescu i el Brigadier General Alexandru Ioanitiu, cap d'oficials, van anar el 17 de setembre per a observar l'ofensiva. Però, tot arribant al Quarter General del IV Exèrcit, Ioanitiu va morir en un estrany accident.
L'ofensiva romanesa tornà a ser decebedora, i tot i que s'assolí conquerir més territori que en les dues ofensives anteriors, un desembarcament amfibi soviètic va aïllar tota una divisió romanesa i causà grans danys per tot el front, fent que un cos d'artilleria que estava bombardejant el port es retirés.
En aquesta ofensiva es van capturar 4.946 presoners, però la manca de munició i l'esgotament dels soldats motivà que s'aturés l'assalt fins a l'arribada de reforços.

### Quarta ofensiva
Això no obstant, tot i que les tropes romaneses terrestres havien guanyat territori en els darrers dies, la derrota soviètica tindria lloc a causa de dos elements separats: dies abans la força aèria romanesa havia destruït el dipòsit de combustible d'Odessa, pèrdua amplificada quan el general alemany Erich von Manstein aconseguí penetrar a Crimea el 29 de setembre, fent perillar el subministrament de combustible a Odessa des de Sebastòpol. Per aquest motiu, l'Alt Comandament Soviètic ordenà evacuar el port ucraïnès el 6 d'octubre, encara que després retardà l'evacuació pel dia 14.
Un atac de diversió dels soviètics entre el 2 i el 4 d'octubre va permetre que es poguessin evacuar fins a 86.000 persones.
En adonar-se'n que els soviètics estaven abandonant Odessa, Iacobici inicià una nova ofensiva, en part amb tropes de relleu, aquest cop des de tots els fronts i amb totes les tropes disponibles.
Des del 14 d'octubre s'inicià l'evacuació, que no passà desapercebuda pels romanesos, la qual cosa motivà que s'intensifiquessin la quantitat de patrulles aèries. El 16 d'octubre, a les 10:30, patrulles de l'avantguarda romanesa arribaren a una Odessa abandonada per les tropes soviètiques. A les 16:00, el port va ser capturat, i aquella mateixa nit, la poca resistència que quedava va ser anihilada.

## Conseqüències
El IV Exèrcit romanès, format per 340.223 homes, va patir 92.545 baixes durant tota la batalla. També va perdre 19 tancs, 90 peces d'artilleria, 115 morters, 956 metralladores lleugeres, 336 metralladores pesants i 10.250 fusells. Les forces aèries romaneses havien deixat anar 1.249 tones de bombes i, segons els romanesos, la Força Aèria Roja va perdre 151 avions, mentre ells mateixos només en perderen 20.
Els soviètics van informar de 41.268 baixes: 16.578 morts i desapareguts, a més de 24.690 ferits. Això no obstant, de l'1 al 16 d'octubre van aconseguir evacuar a Crimea 86.000 militars i 15.000 civils d'Odessa. Degut a la seva forta resistència, la primera de tanta duració que donà una ciutat europea durant la Segona Guerra Mundial, Odessa va rebre el títol de Ciutat Heroica el 1945.